# 塞奇鎮區 (阿肯色州伊澤德縣)
塞奇鎮區（英語：Sage Township）是位於美國阿肯色州伊澤德縣的一個行政鎮區。

## 地方資料
塞奇鎮區的面積為30.41平方千米，當中陸地面積為30.41平方千米，而水域面積為0.00平方千米。根據2010年美國人口普查的數據，當地共有人口315人，而人口密度為每平方千米10.36人。